# 沿途有你
《沿途有你》是由丹麥靈北大藥廠贊助，由腦學科研學會拍攝的微電影，片長20分鐘。由張可頤、姜大衛、高皓正領銜主演，導演、監製、編劇阮繼志。女主角張可頤憑此微電影於第五屆金花獎國際微電影頒獎典禮榮獲「最佳女演員」一獎。

## 外部連結
- YouTube上的「沿途有你」(粵語)